# موانع ورود به بازار
موانع ورود به بازار (به انگلیسی: Barriers to Entry) در دانش اقتصاد و به‌ویژه در نطریه‌های رقابت تجاری موانعی هستند که بر سر راه یک کسب و کار برای ورود به یک بازار خاص قرار می‌گیرند. موانع ورود به بازار یکی از ارکان مدل رقابتی پورتر هستند.